# Traci Wolfe
Traci Wolfe (Plainfield, 27 december 1960) is een Amerikaanse actrice en model. Ze is vooral bekend van haar rol als Rianne Murtaugh in de Lethal Weapon-films.

## Biografie
Traci Wolfe werd geboren op 27 december 1960 in Plainfield (New Jersey). Voordat ze ging acteren was ze model.
Haar filmdebuut was in de film Lethal Weapon uit 1987, waar ze de rol van Rianne Murtaugh speelde, de dochter van Danny Glovers personage. Ze was opnieuw te zien als Rianne Murtaugh in Lethal Weapon 2 uit 1989 en hernam de rol later in Lethal Weapon 3 (1992) en Lethal Weapon 4 (1998). Voor haar rol in het eerste deel van de Lethal Weapon-serie ontving ze in 1988 een NAACP Image Award in de categorie "Outstanding Supporting Actress in a Motion Picture".
Naast haar filmwerk speelde Wolfe ook gastrollen in de televisieseries The Cosby Show en In the Heat of the Night.
Eind jaren negentig stopte ze met acteren, maar na een afwezigheid van 22 jaar maakte Wolfe in 2020 een bescheiden comeback met gastrollen in Katy Keene, Blue Bloods en Law & Order: Special Victims Unit. Ze was ook te zien in de film She Said (2022).